# Mecze reprezentacji Włoch w piłce siatkowej mężczyzn prowadzonej przez Mauro Berruto

## Oficjalne mecze międzypaństwowe
| Nr   | Przeciwnik        | Miejsce                   | Data         | Wynik (Włochy-przeciwnik)               | Impreza                         | Raport |
| 2011 | 2011              | 2011                      | 2011         | 2011                                    | 2011                            | 2011   |
| ---- | ----------------- | ------------------------- | ------------ | --------------------------------------- | ------------------------------- | ------ |
| 1    | Francja           | Lyon (Francja)            | 27 maja      | 3:0 (25:14, 25:20, 25:12)               | Liga Światowa 2011              | raport |
| 2    | Francja           | Chambéry (Francja)        | 29 maja      | 3:0 (25:15, 25:23, 27:25)               | Liga Światowa 2011              | raport |
| 3    | Kuba              | Ankona                    | 2 czerwca    | 3:0 (25:19, 25:21, 27:25)               | Liga Światowa 2011              | raport |
| 4    | Kuba              | Barletta                  | 5 czerwca    | 3:2 (25:14, 23:25, 25:17, 22:25, 18:16) | Liga Światowa 2011              | raport |
| 5    | Korea Południowa  | Inczon (Korea Południowa) | 11 czerwca   | 3:1 (23:25, 25:19, 25:21, 25:20)        | Liga Światowa 2011              | raport |
| 6    | Korea Południowa  | Inczon (Korea Południowa) | 12 czerwca   | 3:2 (25:15, 25:22, 21:25, 22:25, 15:10) | Liga Światowa 2011              | raport |
| 7    | Francja           | Mesyna                    | 17 czerwca   | 3:1 (21:25, 32:30, 25:23, 25:22)        | Liga Światowa 2011              | raport |
| 8    | Francja           | Katania                   | 19 czerwca   | 3:1 (20:25, 25:18, 22:25, 17:25)        | Liga Światowa 2011              | raport |
| 9    | Korea Południowa  | Triest                    | 24 czerwca   | 3:0 (25:18, 25:21, 25:20)               | Liga Światowa 2011              | raport |
| 10   | Korea Południowa  | Padwa                     | 26 czerwca   | 3:0 (25:15, 25:13, 25:21)               | Liga Światowa 2011              | raport |
| 11   | Kuba              | Parma                     | 29 czerwca   | 3:0 (25:21, 25:22, 32:30)               | Liga Światowa 2011              | raport |
| 12   | Kuba              | Modena                    | 1 lipca      | 0:3 (21:25, 20:25, 25:27)               | Liga Światowa 2011              | raport |
| 13   | Argentyna         | Gdańsk (Polska)           | 6 lipca      | 1:3 (25:20, 20:25, 22:25, 22:25)        | Liga Światowa 2011, Final Eight | raport |
| 14   | Polska            | Gdańsk (Polska)           | 7 lipca      | 3:0 (25:15, 25:20, 25:20)               | Liga Światowa 2011, Final Eight | raport |
| 15   | Bułgaria          | Gdańsk (Polska)           | 8 lipca      | 0:3 (22:25, 22:25, 21:25)               | Liga Światowa 2011, Final Eight | raport |
| 16   | Belgia            | Innsbruck (Austria)       | 10 września  | 3:1 (22:25, 25:18, 29:27, 25:15)        | Mistrzostwa Europy 2011         |        |
| 17   | Finlandia         | Innsbruck (Austria)       | 11 września  | 3:0 (25:23, 27:25, 25:21)               | Mistrzostwa Europy 2011         |        |
| 18   | Francja           | Innsbruck (Austria)       | 12 września  | 2:3 (28:26, 25:22, 17:25, 21:25, 11:15) | Mistrzostwa Europy 2011         |        |
| 19   | Finlandia         | Wiedeń (Austria)          | 15 września  | 3:1 (25:18, 25:20, 29:31, 25:21)        | Mistrzostwa Europy 2011         |        |
| 20   | Polska            | Wiedeń (Austria)          | 17 września  | 3:0 (25:22, 25:21, 25:20)               | Mistrzostwa Europy 2011         |        |
| 21   | Serbia            | Wiedeń (Austria)          | 18 września  | 1:3 (25:17, 20:25, 23:25, 24:26)        | Mistrzostwa Europy 2011         |        |
| 22   | Rosja             | Kagoshima (Japonia)       | 20 listopada | 1:3 (25:22, 22:25, 22:25, 21:25)        | Puchar Świata 2011              | raport |
| 23   | Egipt             | Kagoshima (Japonia)       | 21 listopada | 3:0 (25:22, 25:15, 25:20)               | Puchar Świata 2011              | raport |
| 24   | Brazylia          | Kagoshima (Japonia)       | 22 listopada | 3:2 (25:16, 20:25, 18:25, 25:21, 22:20) | Puchar Świata 2011              | raport |
| 25   | Chiny             | Kumamoto (Japonia)        | 24 listopada | 3:0 (25:10, 25:18, 25:14)               | Puchar Świata 2011              | raport |
| 26   | Stany Zjednoczone | Kumamoto (Japonia)        | 25 listopada | 3:1 (41:39, 25:22, 22:25, 25:21)        | Puchar Świata 2011              | raport |
| 27   | Kuba              | Hamamatsu (Japonia)       | 27 listopada | 1:3 (21:25, 25:19, 20:25, 17:25)        | Puchar Świata 2011              | raport |
| 28   | Serbia            | Hamamatsu (Japonia)       | 28 listopada | 3:1 (25:20, 25:18, 22:25, 25:20)        | Puchar Świata 2011              | raport |
| 29   | Argentyna         | Hamamatsu (Japonia)       | 29 listopada | 3:1 (34:36, 25:20, 25:19, 25:20)        | Puchar Świata 2011              | raport |
| 30   | Polska            | Tokio (Japonia)           | 2 grudnia    | 2:3 (25:17, 25:20, 23:25, 21:25, 12:15) | Puchar Świata 2011              | raport |
| 31   | Japonia           | Tokio (Japonia)           | 3 grudnia    | 3:0 (25:22, 26:24, 25:22)               | Puchar Świata 2011              | raport |
| 32   | Iran              | Tokio (Japonia)           | 4 grudnia    | 3:1 (25:13, 25:17, 20:25, 25:18)        | Puchar Świata 2011              | raport |

## Mecze i turnieje towarzyskie
| Nr   | Przeciwnik | Miejsce           | Data        | Wynik (Włochy-przeciwnik)               | Impreza                               | Raport    |
| 2011 | 2011       | 2011              | 2011        | 2011                                    | 2011                                  | 2011      |
| ---- | ---------- | ----------------- | ----------- | --------------------------------------- | ------------------------------------- | --------- |
| 1    | Czechy     | Monza             | 19 sierpnia | 2:3 (26:28, 24:26, 25:21, 25:16, 10:15) | mecze towarzyskie                     |           |
| 2    | Czechy     | Monza             | 20 sierpnia | 2:3 (23:25, 23:25, 25:23, 25:22, 11:15) | mecze towarzyskie                     |           |
| 3    | Rosja      | Katowice (Polska) | 26 sierpnia | 3:2 (32:30, 19:25, 30:32, 25:22, 17:15) | Memoriał Huberta Jerzego Wagnera 2011 |           |
| 4    | Polska     | Katowice (Polska) | 27 sierpnia | 3:1 (25:15, 13:25, 25:23, 25:21)        | Memoriał Huberta Jerzego Wagnera 2011 |           |
| 5    | Czechy     | Katowice (Polska) | 28 sierpnia | 3:1 (27:25, 38:36, 23:25, 25:21)        | Memoriał Huberta Jerzego Wagnera 2011 |           |
| 6    | Serbia     | Monza             | 3 września  | 2:3 (25:22, 25:21, 30:32, 25:27, 13:15) | mecz towarzyski                       | ossrb.org |

Bilans:
- zwycięstwa-porażki: 3-3
- sety wygrane-sety przegrane: 15-13

## Mecze nieoficjalne
| Nr   | Przeciwnik    | Miejsce | Data         | Wynik (Włochy-przeciwnik)               | Impreza                                         | Raport |
| 2011 | 2011          | 2011    | 2011         | 2011                                    | 2011                                            | 2011   |
| ---- | ------------- | ------- | ------------ | --------------------------------------- | ----------------------------------------------- | ------ |
| 1    | Team All Star | Monza   | 11 listopada | 3:2 (25:22, 19:25, 26:24, 19:25, 19:17) | All Star Volley 2011 - Memoriał Marcello Gabana |        |

Bilans:
- zwycięstwa-porażki: 1-0
- sety wygrane-sety przegrane: 3-2